# Bassus filipalpis
Bassus filipalpis är en stekelart som beskrevs av Théobald 1937. Bassus filipalpis ingår i släktet Bassus och familjen bracksteklar. Inga underarter finns listade.